# Bernhard König (Rechtswissenschaftler)
Bernhard König (* 4. Oktober 1948 in Innsbruck, Österreich) ist ein österreichischer Rechtswissenschaftler und emeritierter Hochschullehrer.

## Leben und Karriere
Bernhard König studierte ab den späten 1960er Jahren Rechtswissenschaften. Einige Jahre nach seiner Promotion wurde ihm im Jahre 1975 die Venia docendi für „Zivilgerichtliches Verfahrensrecht“ verliehen. Seine ebenfalls 1975 erfolgte Habilitation hatte das Thema Konformität,  Aktenwidrigkeit und offenbare Gesetzwidrigkeit im zivilgerichtlichen Verfahren und erschien Jahrzehnte später im Springer-Verlag. Nach seiner Ernennung zum außerordentlichen Universitätsprofessor (ao. Univ.-Prof.) (in der Professorenkurie) erfolgte im Jahre 1982 die Ernennung zum ordentlichen Universitätsprofessor (o. Univ.-Prof.) für „Zivilgerichtliches Verfahrensrecht“. Davor hatte er bereits Forschungsaufenthalte an der Universität Padua (1979) und an der Universität Firenze (1981). Nachdem er bereits ab 1974 als Verteidiger in Strafsachen und ab 1985 zudem als Öffentlicher Agent aktiv gewesen war, wurde ihm im Jahre 1986 die Venia Docendi für das Fach „Zivilrecht“ verliehen. Seine Habilitationsarbeit verfasste er zum Thema Die Anfechtung nach der Konkursordnung und erschien im Jahre 2014 bereits in der 5. Auflage im Manz-Verlag. Im Jahre 1990 folgte für König ein weiterer Forschungsaufenthalt an dem College of Law der University of Florida in Gainesville, Florida.
Ab den frühen 1990er Jahren verfolgte König eine Karriere in der österreichischen Wirtschaft und war unter anderem von 1993 bis 1998 Aufsichtsratsmitglied der Steirerbrau AG, die im Jahre 1998 zu 100 % in der Brau Union Österreich AG, deren Aufsichtsratsmitglied König von 1997 bis 1999 war, aufging. Zudem war er von 1994 bis 2003 Mitglied des Aufsichtsrats der Brauerei Schwechat AG bzw. deren Holding-Gesellschaft. Zwischen 1998 und 2002 war König zudem Vorsitzender-Stellvertreter des Aufsichtsrates der Getränke-Holding AG und von 1998 bis 2003 Aufsichtsratsmitglied bzw. Vorsitzender-Stellvertreter der Brau-Beteiligungs AG. Als Vorsitzender-Stellvertreter fungierte er zwischen 2002 und 2003 auch bei der Getränke-Beteiligungs AG, ehe er sich wieder vermehrt auf seine lehrende Tätigkeit konzentrierte. So übernahm er mit 1. Oktober 2004 die Leitung des Instituts für Zivilgerichtliches Verfahren an der Universität Innsbruck und bekleidete dieses Amt bis 28. Februar 2013. Des Weiteren gehörte er in den Jahren 2004 bis 2014 dem Fakultätsrat an. Zeitweise hatte er auch noch weitere Positionen in der Privatwirtschaft inne und war mitunter Vorsitzender des Beirats des Vorstands der Arlberger Bergbahnen AG und Vorstandsmitglied der Stedile-Foradori-Privatstiftung (der Privatstiftung des Leiters der Arlberger Bergbahnen, Mario Stedile-Foradori).
Ab 1991 war er Schiedsrichter der ständigen Schiedsgerichts der Handels-, Industrie-, Handwerks- und Landwirtschaftskammer Bozen und ab 1999 Schiedsrichter des ständigen Schiedsgerichts der Wirtschaftskammer Wien. Des Weiteren war er ein Mitglied des FIS-Gerichts, dem Gericht der Fédération Internationale de Ski (FIS), mit Sitz in der Schweiz. Auch an der Privaten Universität im Fürstentum Liechtenstein gehörte er bis 2013 dem Wissenschaftlichen Beirat an. An der Universität Innsbruck gehörte er diversen Verwaltungsgremien an; so zum Beispiel als Vorsitzender der Studienbeihilfenbehörde oder als Vorsitzender der Personalkommission der Rechtswissenschaftlichen Fakultät. Im Herbst 2015 war er unter anderem Laudator bei der Verleihung des Großen Silbernen Ehrenzeichens für Verdienste um die Republik Österreich an seinen Kollegen Bernhard Eccher.
Bis zu seiner Emeritierung gehörte er als Prüfungskommissär der Richteramtsprüfungskommission am Oberlandesgericht Innsbruck an. Seine Emeritierung erfolgte mit 1. Oktober 2017. Im Laufe seiner Karriere publizierte König zahlreiche Beiträge; dabei vor allem zu seinen Nominalfächern Zivilgerichtliches Verfahren und Zivilrecht. Außerdem veröffentlichte er diverse Beiträge zum Sportrecht und verschiedene Handbücher zum einstweiligen Rechtsschutz und zum Insolvenzanfechtungsrecht. An zahlreichen Ausgaben italienischer Staatsgesetze wirkte er als Fachübersetzer mit.